# John G. Warwick
Pour les articles homonymes, voir Warwick.
John George Warwick, né le 23 décembre 1830 et mort le 14 août 1892,  est un représentant américain de l'Ohio. 

## Biographie
Né dans le comté de Tyrone, dans la province d'Ulster en Irlande, Warwick fréquente les écoles de son pays natal.  Il immigre avec son frère aux États-Unis vers 1850 et réside à Philadelphie, en Pennsylvanie, pendant une courte période. 
Il est également un promoteur de la construction de chemins de fer. 

### Carrière politique
Il est élu 17e lieutenant-gouverneur de l'Ohio et exerce ses fonctions de 1884 à 1886. Il ne parvient pas à être réélu en 1886.  Il est élu démocrate au cinquante-deuxième Congrès et siège du 4 mars 1891 à sa mort à Washington, le 14 août 1892. Il bat William McKinley par 302 voix dans une course âprement disputée qui attire l'attention du pays. McKinley est favorable à un droit d'importation sur la ferblanterie.  Warwick envoie de faux colporteurs dans le 16ème district rural qui facturent 50 cents pour 25 cents d’articles en fer blanc. Lorsqu'on leur demande pourquoi les prix sont si élevés, les colporteurs répondent : « C'est le résultat du tarif de McKinley ! ». 

### Mort
Il meurt d'une intoxication alimentaire lors d'une réunion à New York du conseil d'administration d'un chemin de fer dont il fait partie. 
Il est inhumé au cimetière protestant de Massillon, dans l'Ohio.